# 柳時熏
柳时熏（1971年12月8日—），韩国著名围棋棋手，日本棋院职业九段。朝鮮王朝時代政治家柳成龍後人。
柳出生于汉城，于1986年前往日本学棋，拜在大枝雄介九段门下，1988年入段，2003年升为九段。他曾四次取得日本天元战冠军（1994－1996，2000），一次取得日本王座战冠军（1996）。

## 外部連結
- 囲碁棋士　柳時熏のブログ （页面存档备份，存于） （日語）
- 柳　時熏 | 棋士 | 囲碁の日本棋院 （页面存档备份，存于） （日語）
- 柳時熏的X（前Twitter）
- YouTube上的柳時熏頻道